# Santiago Aguadé
Santiago Aguadé Nieto (nacido el 12 de octubre de 1945) es un medievalista español. 

## Biografía
Se licenció en Filosofía y Letras en la Universidad de Zaragoza, donde posteriormente se doctoró en Historia (tesis:El monasterio de Sta María de Villanueva de Vicossu señorío y la subregión occidental de Asturias hasta el siglo XIV). Trabajó como profesor en la Universidad Autónoma de Madrid y en la de Alcalá, y fue catedrático por la de Barcelona y la de Alcalá, donde ejerció hasta su jubilación (actualmente es emérito). Estudioso de la Edad Media en la península ibérica, ha abordado en sus trabajos varios aspectos de la misma, especialmente su historia cultural. Algunos de sus libros son De la sociedad arcaica a la sociedad campesina en la Asturias medieval (1988) Libro y cultura italianos en la Corona de Castilla durante la Edad Media (1992). También ha colaborado en revistas de investigación y obras colectivas.